# Hymenophyllum filmenofilicum
Hymenophyllum filmenofilicum är en hinnbräkenväxtart som beskrevs av Maarten J.M. Christenhusz och Schwartsb. Hymenophyllum filmenofilicum ingår i släktet Hymenophyllum och familjen Hymenophyllaceae. Inga underarter finns listade.